# Entephria glaciata
Entephria glaciata là một loài bướm đêm trong họ Geometridae.